# الجمعية التأسيسية المصرية 2012
الجمعية التأسيسية هي الهيئة المنوط بها إعداد دستور جديد لجمهورية مصر العربية بعد سقوط دستور 1971 بقيام ثورة 25 يناير 2011. وقد نصت التعديلات الدستورية التي تمت في مارس 2011 علي أن يقوم البرلمان المنتخب باختيار أعضاء هذه الجمعية لوضع الدستور الجديد.

## خلفية
بعد قيام ثورة 25 يناير 2011 التي أدت إلى تنحي الرئيس السابق محمد حسني مبارك عن الحكم في 11 فبراير 2011، أصدر المجلس الأعلى للقوات المسلحة إعلاناً دستورياً في 13 فبراير 2011 بتعليق العمل بدستور 1971 وتشكيل لجنة لإعداد تعديلات دستورية تمهيداً لإجراء انتخابات برلمانية ورئاسية وكتابة دستور جديد للبلاد. ونصت هذه التعديلات علي أن يقوم مجلس الشعب والشورى المنتخبين باختيار أعضاء جمعية تأسيسية من 100 عضو لكتابة دستور جديد في غضون ستة أشهر من تاريخ تشكيلها.

## الاجتماعات المشتركة لمجلسي الشعب والشورى
قام مجلسا الشعب والشورى بعقد ثلاثة اجتماعات مشتركة في قاعة المؤتمرات في مدينة نصر وذلك بهدف اختيار الأعضاء المائة للجمعية التأسيسية علي النحو التالي:

### الاجتماع الأول
عقد هذا الاجتماع يوم السبت 3 مارس 2012، وتم فيه الاتفاق على تشكيل لجان فنية لتلقي الاقتراحات من النواب وأفراد الشعب حول آلية اختيار أعضاء الجمعية التأسيسية وطريقة ونسب تشكيلها من أطياف الشعب المصري كله.

### الاجتماع الثاني
عقد هذا الاجتماع يوم السبت 17 مارس 2012 وتم فيه التصويت علي مقترحات نسب تشكيل الجمعية التأسيسية من داخل وخارج البرلمان، وتراوحت الاقتراحات من أن تكون الجمعية التأسيسية بالكامل من داخل البرلمان إلي أن تكون بالكامل من خارج البرلمان. وجاءت نتيجة التصويت لصالح أن تكون نسبة نواب البرلمان 50٪ من أعضاء الجمعية التأسيسية و50٪ من خارجها.

### الاجتماع الثالث
عقد هذا الاجتماع يوم السبت 24 مارس 2012 وتم فيه التصويت علي اختيارات أعضاء الجمعية التأسيسية.

## انتخاب أعضاء الجمعية
كان تشكيل الجمعية كالتالي:
| الأساسيون من داخل مجلس الشعب: - محمد سعد الكتاتني - محمود الخضيري - محمد أنور عصمت السادات، - محمود السقا - محمد البلتاجي - محمد عبد العليم داوود - عصام سلطان - حسين محمد إبراهيم - يسري هاني - أشرف ثابت سعد الدين - عمرو الشوبكي - فريد إسماعيل خليل - عصام العريان - طلعت مرزوق سعد - أسامة ياسين - شعبان عبد العليم - وحيد عبد المجيد - صبحي صالح - عباس مخيمر - هدي غنية، طبيبة - صلاح عبد المعبود السيد - يونس مخيون - وليد عبد الأول - عمرو حمزاوي - أحمد دياب - عادل العزازي - خالد محمود محمد الأزهري - أحمد عبد الرحمن عبد الهادي - سليمان صالح سالم، أستاذ الصحافة بجامعة القاهرة وممثل سيناء - عبد الرحمن محد شكري - هاني نور الدين أبو بكر، ممثل النوبة - زيد بهاء الدين | - سعد عبود - مارجريت عازر - د/ محمد إبراهيم منصور - أحمد سعيد - طارق الدسوقي الاحتياطي من مجلس الشعب هم: - أحمد خليل خير الله، المتحدث الرسمي باسم الكتلة البرلمانية لحزب النور - علي عز الدين ثابت - محمد عمارة - عزة الجرف، معهد خدمة اجتماعية - محمد الصغير - محمد عوض شاويش - محمد الكردي - محمد شرف - وجيه عبد القادر الشيمي - محمد العمدة - صابر أبو الفتوح - السيد عسكر - حسن أبو شعيشع - عماد جاد تادرس - باسل عادل الأساسيون من مجلس الشورى: - أحمد فهمي - السيد علي فتح الباب - طارق حسن - سوزان سعد زغلول، أستاذ في معهد علوم البحار - محمد طلعت - طاهر عبد المحسن سليمان - حسن محمد إسماعيل عمر - عبد السلام راغب - أحمد محمد حزيمة - ايهاب ادوار الخراط | الأساسيون من خارج المجلس: - محمود إسماعيل الحمامي - عبد الغفار حمد - علي أحمد قاسم - محمد جابر محمود إبراهيم - حسن يوسف أبو عيشة - نصر فريد واصل - محمد عمارة - المستشار حسام الغرياني - فاروق جويدة - محمد فتحي رفاعة الطهطاوي، سفير - سامح عاشور، نقيب المحامين - معتز بالله عبد الفتاح - علي عوض محمد صالح، نائب ثان لرئيس المحكمة الدستورية العليا - عاطف البنا - محمد أبو الغار، رئيس الحزب المصري الديموقراطي - ممدوح عفيفي شاهين - نادر بكار - السيد البدوي شحاتة، رئيس حزب الوفد - عماد حسين، لواء بالداخلية - محمد أحمد الشريف، رئيس جامعة المنيا - حسين حامد - إبراهيم العربي - المستشار يحيى الدكروري، رئيس نادي قضاة مجلس الدولة - جمال نوار، الأمين العام للجامعات الخاصة - عبد الهادي القصبي، شيخ مشايخ الطرق الصوفية - ممدوح الولي، نقيب الصحفيين - بسام عبد الهادي - أيمن علي - أحمد السيد النجار - المستشار أحمد محمد خليفة، - محمد ماهر طوسون | - عبد الله حسن قنديل - ماهر ممدوح - علي شبيطة - محمد سعد جاويش - محمود الشريف - محمود عبد الفتاح خطاب - عبد العزيز عبد الشافي، كابتن زيزو - نادية مصطفي - فاطمة أبو زيد، بكالوريوس اقتصاد وعلوم سياسية - عبد الغفار شكر - محمد عبد الجواد محمود، نقيب الصيادلة - أشرف عبد الغفور، نقيب المهن التمثيلية - مصطفى السيد - منى مكرم عبيد، ابنة مكرم عبيد - مجدي شنودة - رفيق حبيب - أحمد حرارة - عبد الرحمن البر، عميد كلية أصول الدين جامعة الأزهر بالمنصورة - د/ حسن لاشين الأسماء الاحتياطية من خارج المجلسين: - حازم الببلاوي - محمد عثمان[ ؟ ] - محمد بكر إسماعيل - باكينام الشرقاوي - إيمان البحر درويش - السيد علي حبش - عبد الآخر حماد - عمرو دراج - عمرو هاشم هاين سراج - مصطفى حلمي - سمير مرقص - نور الدين علي رضوان - محمد صفوت الزيات |

## الجدل حول تشكيل الجمعية
كان تشكيل الجمعية التأسيسية محل انتقاد ونقاش، فعلى سبيل المثال:
- انتقادات موجهة لغياب للمعايير والاشتراطات الواضحة لاختيار واضعي الدستور من قبل مجلسي الشعب والشوري المصريين.[6] وأنها لا تقوم على الخبرة والعلم والكفاءة.[7]
- إتهامات بأنالطريقة التي تم بها تشكيل الجمعية التأسيسية هي «سعى للهيمنة واقصاء الغير»
- انتقادات بخصوص استبعاد أشخاص إعتبرهم البعض من «الرموز والقامات الوطنية» من القوائم الأولية للمرشحين.
- إدعاء ضعف نسب تمثيل قطاعات رئيسية في المجتمع المصري مثل الفلاحين والعمال والفنانين والمثقفين والمبدعين، وعدم تمثيل قطاعات أخرى مثل ذوى الاحتياجات الخاصة وأسر شهداء الثورة وقدامى المحاربين والكتاب.[8]

## حل الجمعية التأسيسية
في 10 إبريل 2012 أصدرت محكمة القضاء الإداري حكما بحل الجمعية التأسيسية بدعوى أنها ضمت أعضاء في مجلسي الشعب والشورى وهو ما قالت المحكمة أنه مخالف للمادة 60 من الإعلان الدستوري. مما حدا بالبرلمان بتشكيل جمعية تأسيسية أخرى.

## إعادة تشكيل الجمعية
قام البرلمان بتاريخ 13 يونيو 2012 بتشكيل جمعية تأسيسية أخرى بعد الحكم بحل التشكيل الأول للجمعية، وعقدت اللجنة التأسيسية الجديدة أولى جلساتها في 18 يونيو واختارت المستشار حسام الغرياني رئيسا لها. وأنهت كتابة الدستور بتاريخ 30 نوفمبر 2012
وكان تشكيل اللجنة كالتالي:
| - أبو العلا ماضي. - أحمد إبراهيم الحلواني. - أحمد دياب. - أحمد عمر. - أحمد ماهر إبراهيم طنطاوي. - أحمد محمد خليفة عبد الله. - إدوارد غالب. - أسامة محمد العبد. - أسامة ياسين. - أشرف ثابت. - أشرف عبد الغفور. - إكرامي سعد. - أماني أبو الفضل. - أميمة كامل. - الأنبا يوحنا قلته. - الأنبا بولا. - أيمن علي. - أيمن نور. - بسام السيد حسين متولي. - بهاء الدين أبو شقة. - تيمور فوزي مصطفى كامل. - جابر جاد نصار. - جمال جبريل. - حسام الغرياني. - حسن محمود عبد اللطيف الشافعي. | - حسين إبراهيم. - حسين حامد. - خالد محمود الأزهري. - داود البازلا. - سامح عاشور. - سعاد كامل رزق. - الشيخ سعيد عبد العظيم. - سمير مرقص. - شعبان عبد الحميد درويش. - شعبان عبد العليم. - شهيرة حليم دوس. - صبحي صالح. - صلاح عبد المعبود فايد. - طاهر عبد المحسن. - طلعت مرزوق. - عادل عبد الحميد عبد الله. - عاطف البنا. - عبد الجليل مصطفى. - عبد الدايم محمد عبد الرحمن. - عبد الرحمن البر. - عبد الرحمن محمد شكري. - عبد السند يمامة. - عبد الفتاح خطاب. - عبد الله سعيد أبو العز. - عصام العريان. | - عصام سلطان. - عطية فياض. - علي فتح الباب. - عماد حسين. - عماد عبد الغفور. - عمرو دراج. - عمرو موسى. - فؤاد بدراوي. - فاروق جويدة. - د/ فريد إسماعيل. - القس صفوت نجيب البياضي. - ماجد ممدوح كامل شبيطة. - ماهر علي أحمد البحيري. - محمد إبراهيم كامل. - محمد أحمد شريف. - محمد أحمد عبد القادر. - محمد أحمد عطا عمارة. - محمد البلتاجي. - محمد أنور عصمت السادات. - محمد إبراهيم إبراهيم حسان. - محمد خيري عبد الدايم. - محمد سعد جاويش. - محمد سليم العوا. - محمد عبد الجواد. - محمد عبد العليم داود. | - محمد عبد المنعم الصاوي. - محمد علي بشر. - محمد عمارة. - فؤاد جاد الله. - محمد ماجد خلوصي. - محمد مجدي الدين بركات. - محمد محسوب. - محمد محمود. - محمد عبد السلام عبد اللطيف. - محمد محيي الدين محمد. - محمد ناجي دربالة. - محمد يسري إبراهيم. - محمود غزلان. - معتز بالله عبد الفتاح. - ممدوح الولي. - ممدوح عبد الهادي عفيفي شاهين. - منار الشوربجي. - منال الطيبي. - نادر بكار. - نصر فريد واصل. - هدى غنية. - وحيد عبد المجيد. - وليد عبد الأول. - ياسر برهامي. - يونس أبو الفضل | وجاءت قائمة الأعضاء الاحتياطين كالتالي - عبد المنعم التونسي - محمد الفقي - على عز الدين ثابت - ياسين تاج الدين - محمد الميرغني - عمرو عز - محمد عبد اللطيف طلعت - محمد عبد الوهاب الدكروري - نور الدين على علي - رفعت لقوشة - صلاح حسب الله - إبراهيم زهران - عبد السلام راغب موسي - وجيه الشيمي - معبد الجرحي - أسامة إبراهيم - حاتم عزام - حسام عصمت علام - على بطيخ - عمرو عبد الهادي - أحمد يوسف أحمد - أحمد ضيف - أحمد البيلي | - محمد بكر إسماعيل - حلمي الجزار - السعيد كامل - حسن محمد إسماعيل - د/ محمد إبراهيم منصور - د/ حسن لاشين - عمر المختار صميدة - على أحمد حبيش - أحمد خليل عبد العزيز - إيمان أمين قنديل - حسن أبو شعيشع - رباب المهدي - رفاعة الطهطاوي - محمد سعيد - عزة الجرف - أبو المجد عيسى - حاتم عبد العظيم - رمضان بطيخ - زكي زيدان - جورج ناجي مسيحة - حسين القزاز - هناء محمد - كاميليا شكري - سوزي ناشد - نبيل صموئيل أبادير - مريان ملاك - أحمد عبد الحميد عبد الحميد السيد |

## القضاء الإداري والتشكيل الثاني للجمعية
تم رفع دعوى أمام القضاء الإداري مرة أخرى لحل التشكيل الثاني للجمعية التأسيسية، ولكن المحكمة بتاريخ 23 أكتوبر 2012 حكمت بعدم اختصاص المحكمة في القضية، بدعوى أن التشكيل الثاني للجمعية صدر بقانون، ولا يجوز للمحكمة النظر في القوانين.